# Автошлях E58
E58, Європейський маршрут E58 — європейський автошлях, що бере свій початок в австрійському Відні і закінчується в російському Ростові-на-Дону. Загальна довжина 2200 кілометрів.

## Магістраль в Україні
В Україні автошлях E58 так само, як і E50, починається на кордоні зі Словаччиною на пропускному пункті Ужгород, Закарпатська область. Далі збігається з міжнародною автомагістраллю М08 (обхід Ужгорода), М06 (ділянка Ужгород — Мукачево), звідки йде до кордону з Румунією. Пройшовши територію Румунії й Молдови (у Молдові траса М5), маршрут в Україні починається на кордоні з Молдовою на пропускному пункті Кучурган, Одеська область. Далі прямує міжнародною автомагістраллю М16. З Одеси, збігаючись із міжнародною автомагістраллю М14, маршрут проходить через Херсон, Миколаїв, Мелітополь, Маріуполь і закінчується на пропускному пункті Новоазовськ, Донецька область. Далі маршрут переходить у Федеральну автомагістраль М23 (Росія).

## Маршрут автошляху
Шлях проходить через такі міста:
- Австрія: Відень
- Словаччина: Братислава — Зволен — Кошиці
- Україна: Ужгород — Мукачево — Берегове
- Румунія: Бая-Маре — Деж — Бистриця — Ватра-Дорней — Сучава — Ботошані — Тиргу-Фрумос — Ясси
- Молдова: Кишинів
- Україна: Одеса — Миколаїв — Херсон — Нова Каховка — Мелітополь — Новоазовськ
- Росія: Таганрог — Ростов-на-Дону.

## Галерея

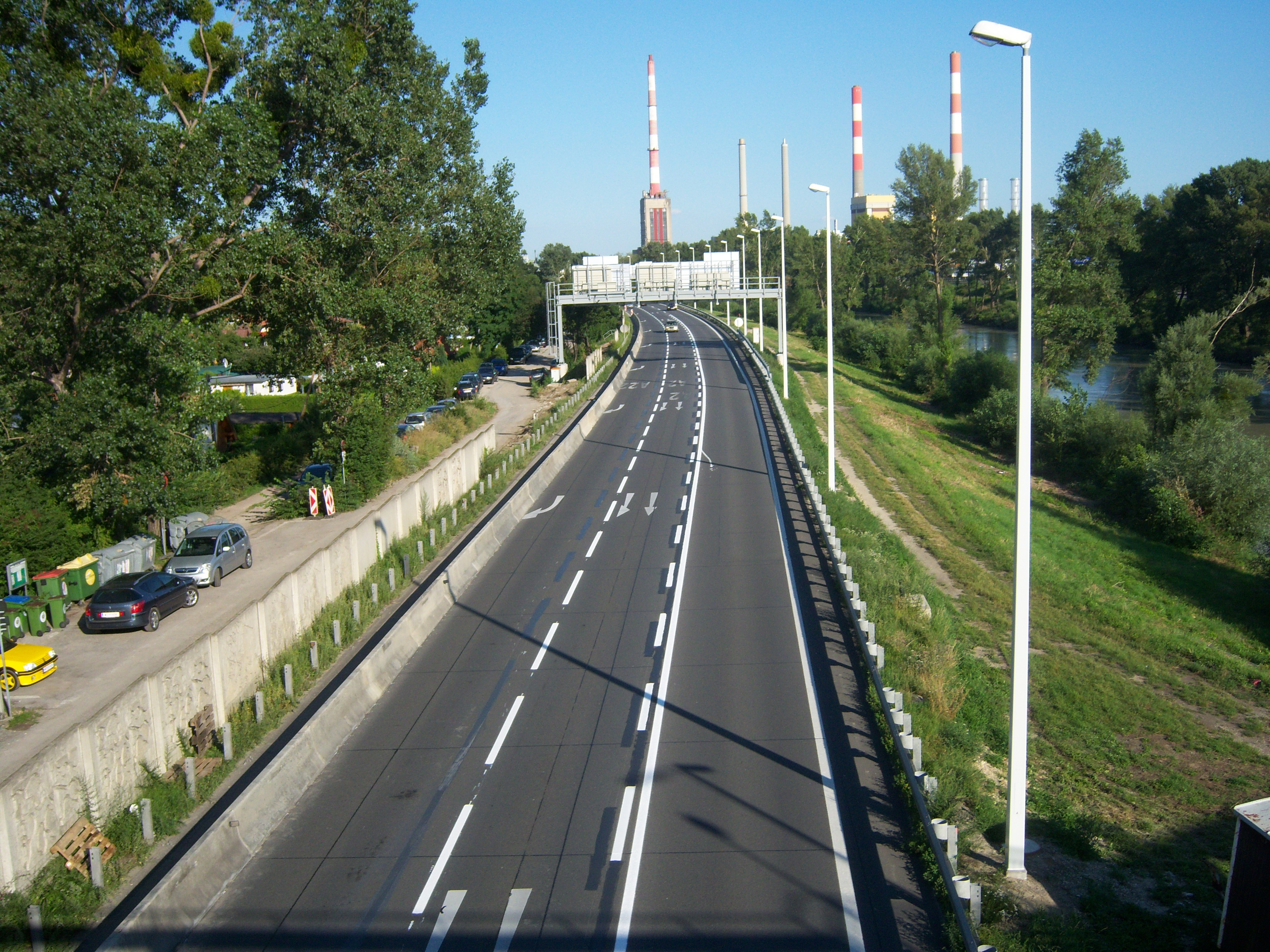
Магістраль А4. Перд Пратер
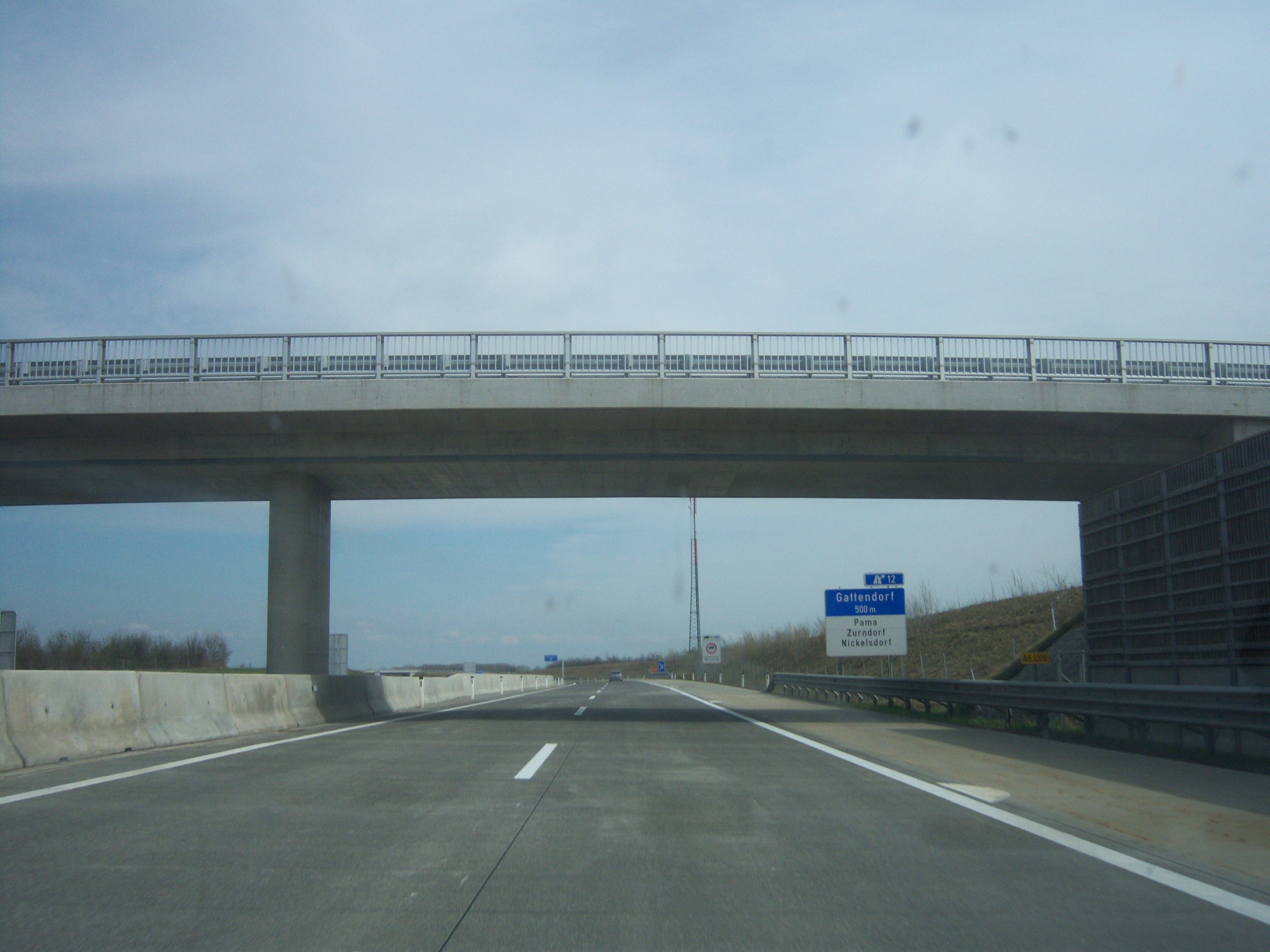
Автобан A6 (Е50). Гаттендорф
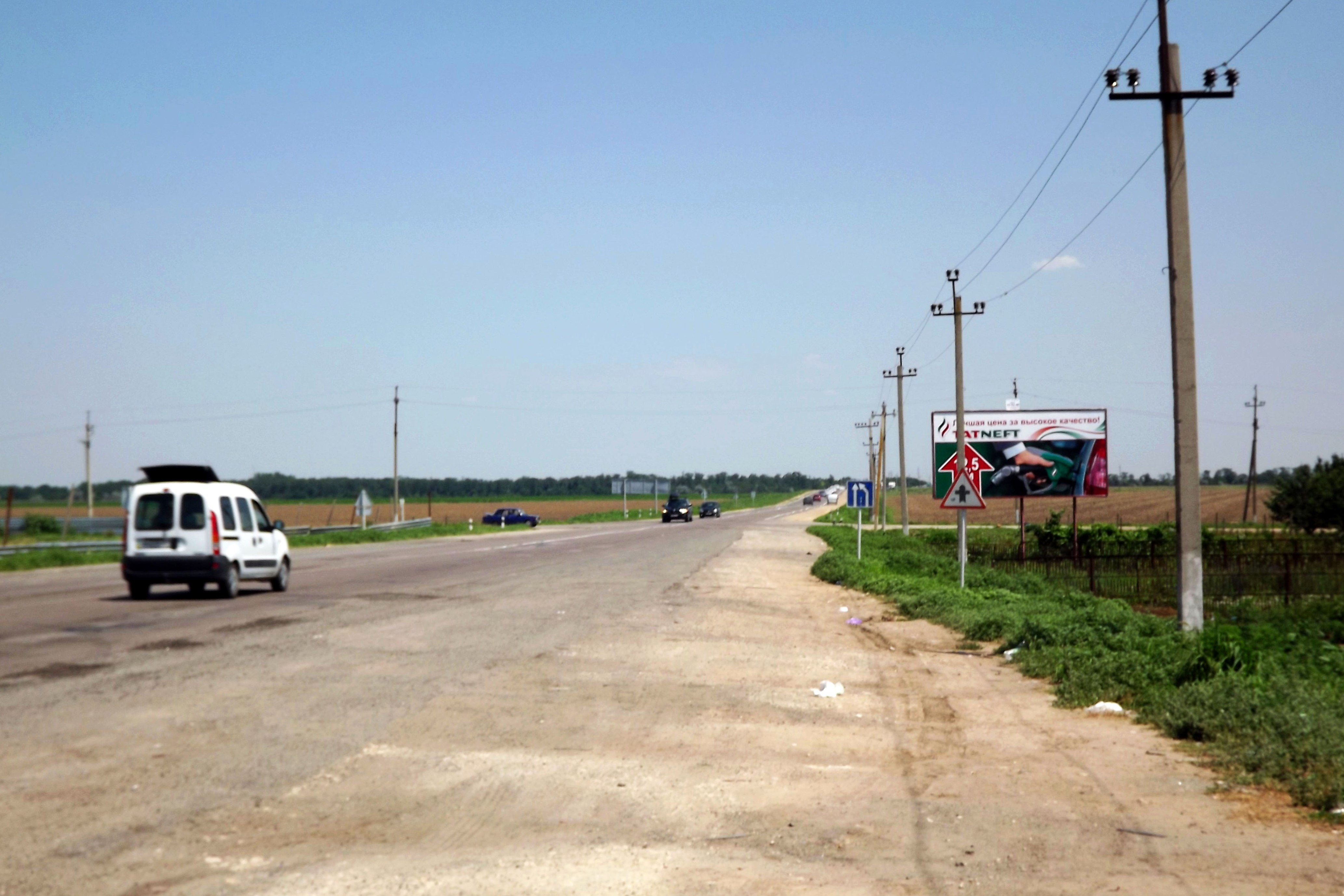
Автошлях E58 біля села Чорнобаївка
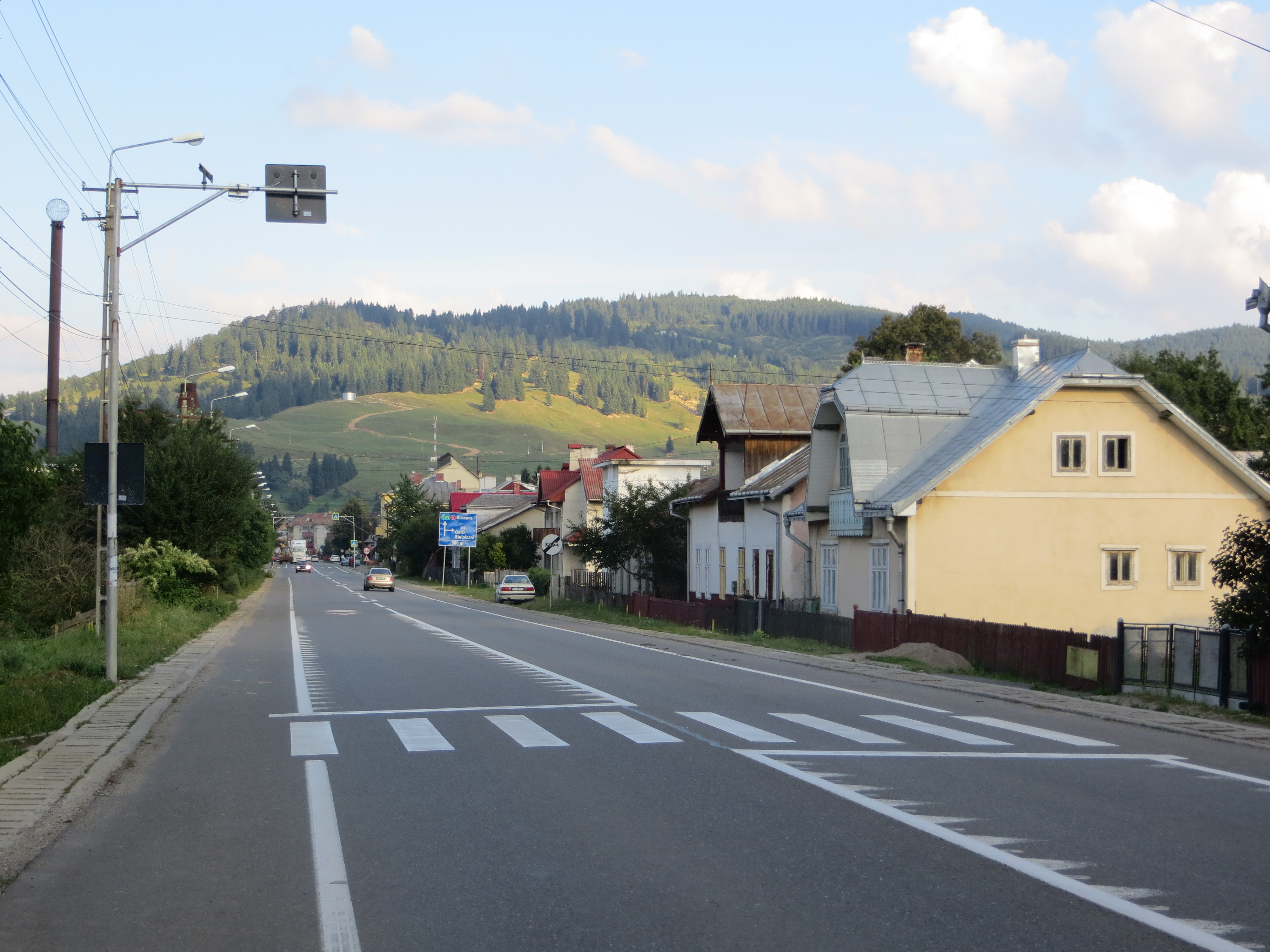
Місто Сучава